# ASA Sokol Praha - jih
ASA Sokol Praha - jih byl český klub ledního hokeje, který sídlil v Praze. Klub byl založen v roce 1990 jako pokračovatel zaniklého mládežnického svazového oddílu Ú.D.D.M. Praha (Ústředního domu dětí a mládeže). V sezóně 1996/97 se klub zúčastnil baráže o 2. ligu. V dvojzápase s klubem HC Rokycany prvně podlehl rokycanským poměrem 2:6, v tom druhém poměrem 2:5. Po účasti v baráži klub ztratil sponzora, tím se seniorský tým rozpadl a celek participaci na regionální soutěži mužů ukončil. Většina hráčů po zániku přešla do HC Moresta Praha. V letech 1990–1994 a 1996–1997 působil v Pražském krajském přeboru, čtvrté české nejvyšší soutěži ledního hokeje.

## Přehled ligové účasti
Stručný přehled
Zdroj: 
- 1990–1993: Krajský přebor - Praha (4. ligová úroveň v Československu)
- 1993–1994: Krajský přebor - Praha (4. ligová úroveň v České republice)
- 1996–1997: Krajský přebor - Praha (4. ligová úroveň v České republice)

Jednotlivé ročníky
Zdroj: 
Legenda: ZČ - základní část, červené podbarvení - sestup, zelené podbarvení - postup, fialové podbarvení - reorganizace, změna skupiny či soutěže
| Československo (1990 – 1993) |                        |           |          |                                       |                      |
| Sezóny                       | Soutěž                 | Úroveň    | ZČ       | Play-off, nadstavba, sk. o udržení... | Poznámky             |
| 1990/91                      | Krajský přebor - Praha | 4. úroveň | 3. místo | Finálová skupina (3. místo)           |                      |
| 1991/92                      | Krajský přebor - Praha | 4. úroveň | 3. místo |                                       |                      |
| 1992/93                      | Krajský přebor - Praha | 4. úroveň | –. místo |                                       | Vyloučení ze soutěže |
| Česko (1993 – 1997)          |                        |           |          |                                       |                      |
| Sezóny                       | Soutěž                 | Úroveň    | ZČ       | Play-off, nadstavba, sk. o udržení... | Poznámky             |
| 1993/94                      | Krajský přebor - Praha | 4. úroveň | 3. místo |                                       | Odhlášení ze soutěže |
| ...                          |                        |           |          |                                       |                      |
| 1996/97                      | Krajský přebor - Praha | 4. úroveň | 1. místo | Baráž o 2. ligu (prohra)              |                      |